# Лека, Хилми
Хилми Лека (алб. Hilmi Leka; 19 мая 1912, Поградец , Османская империя — 13 апреля 1945, Тирана , Албания) — албанский политический и государственный деятель, редактор.

## Биография
С 1931 по 1939 год обучался в военной академии в Модене, Италия. Служил в уголовной полиции во Флоренции и Риме.
В мае 1939 года вернулся в оккупированную Италией Албанию. С 1939 по 1940 год служил капитаном в вооруженных силах. Участник итало-греческой войны (1940—1941), во время которой был тяжело ранен в ногу. После излечения служил адъютантом вице-короля.
С 1941 по 1943 год работал редактором крупнейшей газеты страны «Tomori». С 1942 по 1943 год — член Национального совета Албанской фашистской партии и одновременно член Высшего фашистского корпоративного совета.
В 1943 году занимал пост министра культуры в правительстве премьер-министра Албании Э. Либохова.
После прихода к власти коммунистов в 1945 году был приговорён Специальным судом к смертной казни как коллаборационист и расстрелян в Тиране 13 апреля 1945 года.